# Formule 1 in 1959
Het Formule 1-seizoen 1959 was het tiende FIA Formula One World Championship seizoen. Het begon op 10 mei en eindigde op 12 december na negen races.
Jack Brabham werd voor het eerst wereldkampioen in een Cooper. Het team werd ook constructeurskampioen.

## Kalender
| GP nr. | Ronde | Grand Prix                 | Circuit                       | Plaats                 | Datum        |
| ------ | ----- | -------------------------- | ----------------------------- | ---------------------- | ------------ |
| 76     | 1     | GP van Monaco              | Circuit de Monaco             | Monte Carlo            | 10 mei       |
| 77     | 2     | Indianapolis 500           | Indianapolis Motor Speedway   | Indianapolis (Indiana) | 30 mei       |
| 78     | 3     | GP van Nederland           | Circuit Park Zandvoort        | Zandvoort              | 31 mei       |
| 79     | 4     | GP van Frankrijk           | Circuit de Reims-Gueux        | Reims                  | 5 juli       |
| 80     | 5     | GP van Groot-Brittannië    | Aintree Circuit               | Aintree                | 18 juli      |
| 81     | 6     | GP van Duitsland           | AVUS                          | Berlijn                | 2 augustus   |
| 82     | 7     | GP van Portugal            | Monsanto Park                 | Lissabon               | 23 augustus  |
| 83     | 8     | GP van Italië              | Autodromo Nazionale Monza     | Monza                  | 13 september |
| 84     | 9     | GP van de Verenigde Staten | Sebring International Raceway | Sebring                | 12 december  |

### Afgelast
Er zouden een record aantal races worden gereden in 1959 maar er werden drie Grands Prix afgelast, te weten:
- De Grand Prix van Argentinië omdat de lokale helden Juan Manuel Fangio en José Froilán González waren gestopt met racen en daarmee de interesse ontbrak.[2][3]
- De Grand Prix van België, onder andere vanwege onenigheid over startgelden.[2][3]
- De Grand Prix van Marokko vanwege geldproblemen bij de organisatie.[2][3]

| Ronde | Grand Prix        | Circuit                        | Plaats       | Originele datum |
| ----- | ----------------- | ------------------------------ | ------------ | --------------- |
| 1     | GP van Argentinië | Autódromo Oscar Alfredo Gálvez | Buenos Aires | 25 januari      |
| 5     | GP van België     | Circuit de Spa-Francorchamps   | Stavelot     | 14 juni         |
| 11    | GP van Marokko    | Ain Diab Circuit               | Ain Diab     | 11 oktober      |

## Resultaten en klassement

### Grands Prix
| Ronde | Grand Prix                 | Poleposition   | Snelste ronde               | Winnende coureur | Winnende constructeur | Banden | Verslag |
| ----- | -------------------------- | -------------- | --------------------------- | ---------------- | --------------------- | ------ | ------- |
| 1     | GP van Monaco              | Stirling Moss  | Jack Brabham                | Jack Brabham     | Cooper-Climax         | D      | Verslag |
| 2     | Indianapolis 500           | Johnny Thomson | Johnny Thomson              | Rodger Ward      | Watson-Offenhauser    | F      | Verslag |
| 3     | GP van Nederland           | Jo Bonnier     | Stirling Moss               | Jo Bonnier       | BRM                   | D      | Verslag |
| 4     | GP van Frankrijk           | Tony Brooks    | Stirling Moss               | Tony Brooks      | Ferrari               | D      | Verslag |
| 5     | GP van Groot-Brittannië    | Jack Brabham   | Stirling Moss Bruce McLaren | Jack Brabham     | Cooper-Climax         | D      | Verslag |
| 6     | GP van Duitsland           | Tony Brooks    | Tony Brooks                 | Tony Brooks      | Ferrari               | D      | Verslag |
| 7     | GP van Portugal            | Stirling Moss  | Stirling Moss               | Stirling Moss    | Cooper-Climax         | D      | Verslag |
| 8     | GP van Italië              | Stirling Moss  | Phil Hill                   | Stirling Moss    | Cooper-Climax         | D      | Verslag |
| 9     | GP van de Verenigde Staten | Stirling Moss  | Maurice Trintignant         | Bruce McLaren    | Cooper-Climax         | D      | Verslag |

### Puntentelling
Punten worden toegekend aan de top vijf geklasseerde coureurs, en 1 punt voor de coureur die de snelste ronde heeft gereden in de race. 
| Positie | 0;1e0 | 02e0 | 03e0 | 04e0 | 05e0 | 0S0 |
| Punten  | 8     | 6    | 4    | 3    | 2    | 1   |

### Klassement bij de coureurs
Slechts de beste vijf van de negen resultaten telden mee voor het kampioenschap, resultaten die tussen haakjes staan telden daarom niet mee voor het kampioenschap. Bij "Punten" staan de getelde kampioenschapspunten gevolgd door de totaal behaalde punten tussen haakjes. Punten werden verdeeld als meerdere coureurs één auto hadden gedeeld. Daarbij werd niet gekeken naar het aantal ronden dat elke coureur had gereden.
| Pos. | Coureur                  | MON  | 500 | NED  | FRA  | GBR | DUI | POR | ITA | VST  | Punten  |
| ---- | ------------------------ | ---- | --- | ---- | ---- | --- | --- | --- | --- | ---- | ------- |
| 1    | Jack Brabham             | 1S   |     | 2    | 3    | 1P  | DNF | DNF | 3   | (4)  | 31 (34) |
| 2    | Tony Brooks              | 2    |     | DNF  | 1P   | DNF | 1PS | 9   | DNF | 3    | 27      |
| 3    | Stirling Moss            | DNFP |     | DNFS | DSQS | 2S  | DNF | 1PS | 1P  | DNFP | 25½     |
| 4    | Phil Hill                | 4    |     | 6    | 2    |     | 3   | DNF | 2S  | DNF  | 20      |
| 5    | Maurice Trintignant      | 3    |     | 8    | 11   | 5   | 4   | 4   | 9   | 2S   | 19      |
| 6    | Bruce McLaren            | 5    |     |      | 5    | 3S  | DNF | DNF | DNF | 1    | 16½     |
| 7    | Dan Gurney               |      |     |      | DNF  |     | 2   | 3   | 4   |      | 13      |
| 8    | Joakim Bonnier           | DNF  |     | 1P   | DNF  | DNF | 5   | DNF | 8   |      | 10      |
| 9    | Masten Gregory           | DNF  |     | 3    | DNF  | 7   | DNF | 2   |     |      | 10      |
| 10   | Rodger Ward              |      | 1   |      |      |     |     |     |     | DNF  | 8       |
| 11   | Jim Rathmann             |      | 2   |      |      |     |     |     |     |      | 6       |
| 12   | Johnny Thomson           |      | 3PS |      |      |     |     |     |     |      | 5       |
| 13   | Harry Schell             | DNF  |     | DNF  | 7    | 4   | 7   | 5   | 7   | DNF  | 5       |
| 14   | Innes Ireland            |      |     | 4    | DNF  |     | DNF | DNF | DNF | 5    | 5       |
| 15   | Olivier Gendebien        |      |     |      | 4    |     |     |     | 6   |      | 3       |
| 16   | Tony Bettenhausen        |      | 4   |      |      |     |     |     |     |      | 3       |
| 17   | Cliff Allison            | DNF  |     | 9    |      |     | DNF |     | 5   | DNF  | 2       |
| 18   | Jean Behra               | DNF  |     | 5    | DNF  |     |     |     |     |      | 2       |
| 19   | Paul Goldsmith           |      | 5   |      |      |     |     |     |     |      | 2       |
| 20   | Roy Salvadori            | 6    |     | DNF  | DNF  | 6   |     | 6   | DNF | DNF  | 0       |
| 21   | Ron Flockhart            | DNF  |     |      | 6    | DNF |     | 7   | 13  |      | 0       |
| 22   | Ian Burgess              |      |     |      | DNF  | DNF | 6   |     | 14  |      | 0       |
| 23   | Wolfgang von Trips       | DNF  |     |      |      |     |     |     |     | 6    | 0       |
| 24   | Johnny Boyd              |      | 6   |      |      |     |     |     |     |      | 0       |
| 25   | Graham Hill              | DNF  |     | 7    | DNF  | 9   | DNF | DNF | DNF |      | 0       |
| 26   | Duane Carter             |      | 7   |      |      |     |     |     |     |      | 0       |
| 26   | Harry Blanchard          |      |     |      |      |     |     |     |     | 7    | 0       |
| 28   | Carroll Shelby           |      |     | DNF  |      | DNF |     | 8   | 10  |      | 0       |
| 29   | Giorgio Scarlatti        | DNQ  |     |      | 8    |     |     |     | 12  |      | 0       |
| 30   | Alan Stacey              |      |     |      |      | 8   |     |     |     | DNF  | 0       |
| 31   | Eddie Johnson            |      | 8   |      |      |     |     |     |     |      | 0       |
| 32   | Carel Godin de Beaufort  |      |     | 10   | 9    |     |     |     |     |      | 0       |
| 33   | Paul Russo               |      | 9   |      |      |     |     |     |     |      | 0       |
| 34   | Fritz d'Orey             |      |     |      | 10   | DNF |     |     |     | DNF  | 0       |
| 35   | A.J. Foyt                |      | 10  |      |      |     |     |     |     |      | 0       |
| 36   | Chris Bristow            |      |     |      |      | 10  |     |     |     |      | 0       |
| 37   | Mário de Araújo Cabral   |      |     |      |      |     |     | 10  |     |      | 0       |
| 38   | Colin Davis              |      |     |      | DNF  |     |     |     | 11  |      | 0       |
| 39   | Gene Hartley             |      | 11  |      |      |     |     |     |     |      | 0       |
| 40   | Henry Taylor             |      |     |      |      | 11  |     |     |     |      | 0       |
| 41   | Bob Veith                |      | 12  |      |      |     |     |     |     |      | 0       |
| 42   | Peter Ashdown            |      |     |      |      | 12  |     |     |     |      | 0       |
| 43   | Al Herman                |      | 13  |      |      |     |     |     |     |      | 0       |
| 44   | Ivor Bueb                | DNQ  |     |      |      | 13  |     |     |     |      | 0       |
| 45   | Jimmy Daywalt            |      | 14  |      |      |     |     |     |     |      | 0       |
| 46   | Chuck Arnold             |      | 15  |      |      |     |     |     |     |      | 0       |
| 47   | Giulio Cabianca          |      |     |      |      |     |     |     | 15  |      | 0       |
| 48   | Jim McWithey             |      | 16  |      |      |     |     |     |     |      | 0       |
| —    | Hans Herrmann            |      |     |      |      | DNF | DNF |     |     |      | 0       |
| —    | Jack Fairman             |      |     |      |      | DNF |     |     | DNF |      | 0       |
| —    | Bruce Halford            | DNF  |     |      |      |     |     |     |     |      | 0       |
| —    | Eddie Sachs              |      | DNF |      |      |     |     |     |     |      | 0       |
| —    | Al Keller                |      | DNF |      |      |     |     |     |     |      | 0       |
| —    | Pat Flaherty             |      | DNF |      |      |     |     |     |     |      | 0       |
| —    | Dick Rathmann            |      | DNF |      |      |     |     |     |     |      | 0       |
| —    | Bill Cheesbourg          |      | DNF |      |      |     |     |     |     |      | 0       |
| —    | Don Freeland             |      | DNF |      |      |     |     |     |     |      | 0       |
| —    | Ray Crawford             |      | DNF |      |      |     |     |     |     |      | 0       |
| —    | Don Branson              |      | DNF |      |      |     |     |     |     |      | 0       |
| —    | Bob Christie             |      | DNF |      |      |     |     |     |     |      | 0       |
| —    | Bobby Grim               |      | DNF |      |      |     |     |     |     |      | 0       |
| —    | Jack Turner              |      | DNF |      |      |     |     |     |     |      | 0       |
| —    | Chuck Weyant             |      | DNF |      |      |     |     |     |     |      | 0       |
| —    | Jud Larson               |      | DNF |      |      |     |     |     |     |      | 0       |
| —    | Mike Magill              |      | DNF |      |      |     |     |     |     |      | 0       |
| —    | Red Amick                |      | DNF |      |      |     |     |     |     |      | 0       |
| —    | Len Sutton               |      | DNF |      |      |     |     |     |     |      | 0       |
| —    | Jimmy Bryan              |      | DNF |      |      |     |     |     |     |      | 0       |
| —    | Brian Naylor             |      |     |      |      | DNF |     |     |     |      | 0       |
| —    | David Piper              |      |     |      |      | DNF |     |     |     |      | 0       |
| —    | Mike Taylor              |      |     |      |      | DNF |     |     |     |      | 0       |
| —    | Alessandro de Tomaso     |      |     |      |      |     |     |     |     | DNF  | 0       |
| —    | George Constantine       |      |     |      |      |     |     |     |     | DNF  | 0       |
| —    | Bob Said                 |      |     |      |      |     |     |     |     | DNF  | 0       |
| —    | Alain de Changy          | DNQ  |     |      |      |     |     |     |     |      | 0       |
| —    | Lucien Bianchi           | DNQ  |     |      |      |     |     |     |     |      | 0       |
| —    | Maria Teresa de Filippis | DNQ  |     |      |      |     |     |     |     |      | 0       |
| —    | Pete Lovely              | DNQ  |     |      |      |     |     |     |     |      | 0       |
| —    | Jean Lucienbonnet        | DNQ  |     |      |      |     |     |     |     |      | 0       |
| —    | André Testut             | DNQ  |     |      |      |     |     |     |     |      | 0       |
| —    | Bill Moss                |      |     |      |      | DNQ |     |     |     |      | 0       |
| —    | Keith Greene             |      |     |      |      | DNQ |     |     |     |      | 0       |
| —    | Mike Parkes              |      |     |      |      | DNQ |     |     |     |      | 0       |
| —    | Trevor Taylor            |      |     |      |      | DNQ |     |     |     |      | 0       |
| —    | Dennis Taylor            |      |     |      |      | DNQ |     |     |     |      | 0       |
| —    | Tim Parnell              |      |     |      |      | DNQ |     |     |     |      | 0       |
| —    | Asdrúbal Fontes Bayardo  |      |     |      | DNS  |     |     |     |     |      | 0       |
| —    | Phil Cade                |      |     |      |      |     |     |     |     | DNS  | 0       |
| Pos. | Coureur                  | MON  | 500 | NED  | FRA  | GBR | DUI | POR | ITA | VST  | Punten  |

| Resultaat                       |
| ------------------------------- |
| Winnaar                         |
| Tweede plaats                   |
| Derde plaats                    |
| Gefinisht (punten behaald)      |
| Gefinisht (geen punten behaald) |
| Niet geklasseerd (NC)           |
| Uitgevallen (DNF)               |
| Niet gekwalificeerd (DNQ)       |
| Gediskwalificeerd (DSQ)         |
| Niet gestart (DNS)              |
| Gewond (INJ)                    |
| Uitgesloten (EX)                |
| Teruggetrokken (WD)             |
| Niet deelgenomen (blanco cel)   |
| P Pole position                 |
| S Snelste ronde                 |

### Klassement bij de constructeurs
Constructeurs verdienen alleen punten met de best geklasseerde coureur per race.
De vijf beste resultaten telden mee voor het kampioenschap, resultaten die tussen haakjes staan telden daarom niet mee voor het kampioenschap. Bij "Punten" staan de getelde kampioenschapspunten gevolgd door de totaal behaalde punten tussen haakjes.
| Pos. | Constructeur             | MON | NED  | FRA  | GBR | DUI | POR | ITA | VST | Punten  |
| ---- | ------------------------ | --- | ---- | ---- | --- | --- | --- | --- | --- | ------- |
| 1    | Cooper-Climax            | 1PS | (2)S | (3)S | 1S  | (4) | 1PS | 1P  | 1PS | 40 (53) |
| 2    | Ferrari                  | 2   | (5)  | 1P   |     | 1PS | 3   | 2S  | (3) | 32 (38) |
| 3    | BRM                      | DNF | 1P   | 6    | 2P  | 5   | 5   | 7   |     | 18      |
| 4    | Lotus-Climax             | DNF | 4    | DNF  | 8   |     | DNF | DNF | 5   | 5       |
| 5    | Cooper-Maserati          | 6   |      | DNF  | DNF | 6   | 10  | 11  | DNF | 0       |
| 6    | Aston Martin             |     | DNF  |      | 6   |     | 6   | 10  |     | 0       |
| 7    | Porsche                  | DNF | 10   |      |     |     |     |     | 7   | 0       |
| 8    | Maserati                 | DNQ |      | 10   | DNF |     |     | 15  | DNS | 0       |
| 9    | Cooper-Bogward           |     |      |      | 10  |     |     |     | DNF | 0       |
| —    | JWB-Maserati             |     |      |      | DNF |     |     |     |     | 0       |
| —    | Vanwall                  |     |      |      | DNF |     |     |     |     | 0       |
| —    | Kurtis Kraft-Offenhauser |     |      |      |     |     |     |     | DNF | 0       |
| —    | Cooper-OSCA              |     |      |      |     |     |     |     | DNF | 0       |
| —    | Tec-Mec-Maserati         |     |      |      |     |     |     |     | DNF | 0       |
| —    | Connaught-Alta           |     |      |      |     |     |     |     | DNF | 0       |
| —    | Fry-Climax               |     |      |      | DNQ |     |     |     |     | 0       |
| Pos. | Constructeur             | MON | NED  | FRA  | GBR | DUI | POR | ITA | VST | Punten  |

| Resultaat                       |
| ------------------------------- |
| Winnaar                         |
| Tweede plaats                   |
| Derde plaats                    |
| Gefinisht (punten behaald)      |
| Gefinisht (geen punten behaald) |
| Niet geklasseerd (NC)           |
| Uitgevallen (DNF)               |
| Niet gekwalificeerd (DNQ)       |
| Gediskwalificeerd (DSQ)         |
| Niet gestart (DNS)              |
| Gewond (INJ)                    |
| Uitgesloten (EX)                |
| Teruggetrokken (WD)             |
| Niet deelgenomen (blanco cel)   |
| P Pole position                 |
| S Snelste ronde                 |

1950 · 1951 · 1952 · 1953 · 1954 · 1955 · 1956 · 1957 · 1958 · 1959 · 1960 · 1961 · 1962 · 1963 · 1964 · 1965 · 1966 · 1967 · 1968 · 1969 · 1970 · 1971 · 1972 · 1973 · 1974 · 1975 · 1976 · 1977 · 1978 · 1979 · 1980 · 1981 · 1982 · 1983 · 1984 · 1985 · 1986 · 1987 · 1988 · 1989 · 1990 · 1991 · 1992 · 1993 · 1994 · 1995 · 1996 · 1997 · 1998 · 1999 · 2000 · 2001 · 2002 · 2003 · 2004 · 2005 · 2006 · 2007 · 2008 · 2009 · 2010 · 2011 · 2012 · 2013 · 2014 · 2015 · 2016 · 2017 · 2018 · 2019 · 2020 · 2021 · 2022 · 2023 · 2024 · 2025 · 2026 
 Lijst van Formule 1 Grand Prix-wedstrijden